# Мюрцхофен
Мюрцхофен (нем. Mürzhofen) — коммуна (нем. Gemeinde) в Австрии, в федеральной земле Штирия. 
Входит в состав округа Мюрццушлаг.  Население составляет 996 человек (на 1 января 2007 года). Занимает площадь 1,92 км². Официальный код  —  61309.

## Политическая ситуация
Бургомистр коммуны — Франц Харрер (СДПА) по результатам выборов 2005 года.
Совет представителей коммуны (нем. Gemeinderat) состоит из 9 мест.
- СДПА занимает 7 мест.
- АНП занимает 2 места.